# Seznam olympijských medailistů v jízdě na saních
Jízda na saních se na zimních olympijských hrách objevila poprvé v roce 1964 v Innsbrucku. Tím se prozatím stala nejmladším sportovním odvětvím zimních olympijských her. Od počátku se soutěžilo ve třech disciplínách, a to v jednotlivcích, jednotlivkyních a dvojicích. Až do Zimních olympijských her 2006 bylo rozdáno 36 sad medailí.

## Muži

### Jednotlivci
- Do programu ZOH zařazena tato disciplína od roku 1964.
- Nejlepším mužem je Georg Hackl, který získal tři zlaté a dvě stříbrné medaile. V těsném závěsu mu je Armin Zöggeler, který získal dvě zlaté, jednu stříbrnou a tři bronzové medaile.

| Rok                     | Zlato                                                    | Stříbro                                                | Bronz                                                        |
| ----------------------- | -------------------------------------------------------- | ------------------------------------------------------ | ------------------------------------------------------------ |
| ZOH 1964 Innsbruck      | Thomas Köhler · Tým sjednoceného Německa (EUA)           | Klaus-Michael Bonsack · Tým sjednoceného Německa (EUA) | Hans Plenk · Tým sjednoceného Německa (EUA)                  |
| ZOH 1968 Grenoble       | Manfred Schmid · Rakousko (AUT)                          | Thomas Köhler · Německá demokratická republika (GDR)   | Klaus-Michael Bonsack · Německá demokratická republika (GDR) |
| ZOH 1972 Sapporo        | Wolfgang Scheidel · Německá demokratická republika (GDR) | Harald Ehrig · Německá demokratická republika (GDR)    | Wolfram Fiedler · Německá demokratická republika (GDR)       |
| ZOH 1976 Innsbruck      | Dettlef Günther · Německá demokratická republika (GDR)   | Josef Fendt · Západní Německo (FRG)                    | Hans Rinn · Německá demokratická republika (GDR)             |
| ZOH 1980 Lake Placid    | Bernhard Glass · Německá demokratická republika (GDR)    | Paul Hildgartner · Itálie (ITA)                        | Anton Winkler · Západní Německo (FRG)                        |
| ZOH 1984 Sarajevo       | Paul Hildgartner · Itálie (ITA)                          | Sergej Danilin · Sovětský svaz (URS)                   | Valerij Dudin · Sovětský svaz (URS)                          |
| ZOH 1988 Calgary        | Jens Müller · Německá demokratická republika (GDR)       | Georg Hackl · Západní Německo (FRG)                    | Jurij Čarčenko · Sovětský svaz (URS)                         |
| ZOH 1992 Albertville    | Georg Hackl · Německo (GER)                              | Markus Prock · Rakousko (AUT)                          | Markus Schmidt · Rakousko (AUT)                              |
| ZOH 1994 Lillehammer    | Georg Hackl · Německo (GER)                              | Markus Prock · Rakousko (AUT)                          | Armin Zöggeler · Itálie (ITA)                                |
| ZOH 1998 Nagano         | Georg Hackl · Německo (GER)                              | Armin Zöggeler · Itálie (ITA)                          | Jens Müller · Německo (GER)                                  |
| ZOH 2002 Salt Lake City | Armin Zöggeler · Itálie (ITA)                            | Georg Hackl · Německo (GER)                            | Markus Prock · Rakousko (AUT)                                |
| ZOH 2006 Turín          | Armin Zöggeler · Itálie (ITA)                            | Albert Demčenko · Rusko (RUS)                          | Mārtiņš Rubenis · Lotyšsko (LAT)                             |
| ZOH 2010 Vancouver      | Felix Loch · Německo (GER)                               | David Möller · Německo (GER)                           | Armin Zöggeler · Itálie (ITA)                                |
| ZOH 2014 Soči           | Felix Loch · Německo (GER)                               | Albert Demtščenko · Rusko (RUS)                        | Armin Zöggeler · Itálie (ITA)                                |
| ZOH 2018 Pchjongčchang  | David Gleirscher · Rakousko (AUT)                        | Chris Mazdzer · Spojené státy americké (USA)           | Johannes Ludwig · Německo (GER)                              |
| ZOH 2022 Peking         | Johannes Ludwig · Německo (GER)                          | Wolfgang Kindl · Rakousko (AUT)                        | Dominik Fischnaller · Itálie (ITA)                           |

### Dvojice
- Do programu ZOH zařazena tato disciplína od roku 1964.
- Stefan Krauße a Jan Behrendt získali dvě zlaté, jednu stříbrnou a jednu bronzovou medaili.

| Rok                     | Zlato | Stříbro                                                             | Bronz                                                                          |
| ----------------------- | --- | ------------------------------------------------------------------- | ------------------------------------------------------------------------------ |
| ZOH 1964 Innsbruck      | Rakousko (AUT) · Josef Feistmantl · Manfred Stengl                                                                        | Rakousko (AUT) · Reinhold Senn · Helmut Thaler                      | Itálie (ITA) · Walter Außendorfer · Sigisfred Mair                             |
| ZOH 1968 Grenoble       | Německá demokratická republika (GDR) · Klaus-Michael Bonsack · Thomas Köhler                                              | Rakousko (AUT) · Manfred Schmid · Ewald Walch                       | Západní Německo (FRG) · Wolfgang Winkler · Fritz Nachmann                      |
| ZOH 1972 Sapporo        | Německá demokratická republika (GDR) · Horst Hörnlein · Reinhard Bredow Itálie (ITA) · Paul Hildgartner · Walter Plaikner | medaile neudělena                                                   | Německá demokratická republika (GDR) · Klaus-Michael Bonsack · Wolfram Fiedler |
| ZOH 1976 Innsbruck      | Německá demokratická republika (GDR) · Hans Rinn · Norbert Hahn                                                           | Západní Německo (FRG) · Hans Brandner · Balthasar Schwarm           | Rakousko (AUT) · Rudolf Schmid · Franz Schachner                               |
| ZOH 1980 Lake Placid    | Německá demokratická republika (GDR) · Hans Rinn · Norbert Hahn                                                           | Itálie (ITA) · Peter Gschnitzer · Karl Brunner                      | Rakousko (AUT) · Georg Fluckinger · Karl Schrott                               |
| ZOH 1984 Sarajevo       | Západní Německo (FRG) · Hans Stanggassinger · Franz Wembacher                                                             | Sovětský svaz (URS) · Jevgenij Belusov · Alexander Beljakov         | Německá demokratická republika (GDR) · Jörg Hoffmann · Jochen Pietzsch         |
| ZOH 1988 Calgary        | Německá demokratická republika (GDR) · Jörg Hoffmann · Jochen Pietzsch                                                    | Německá demokratická republika (GDR) · Stefan Krauße · Jan Behrendt | Západní Německo (FRG) · Thomas Schwab · Wolfgang Staudinger                    |
| ZOH 1992 Albertville    | Německo (GER) · Stefan Krauße · Jan Behrendt                                                                              | Německo (GER) · Yves Mankel · Thomas Rudolph                        | Itálie (ITA) · Hansjörg Raffl · Norbert Huber                                  |
| ZOH 1994 Lillehammer    | Itálie (ITA) · Kurt Brugger · Wilfried Huber                                                                              | Itálie (ITA) · Hansjörg Raffl · Norbert Huber                       | Německo (GER) · Stefan Krauße · Jan Behrendt                                   |
| ZOH 1998 Nagano         | Německo (GER) · Stefan Krauße · Jan Behrendt                                                                              | Spojené státy americké (USA) · Chris Thorpe · Gordon Sheer          | Spojené státy americké (USA) · Mark Grimmette · Brian Martin                   |
| ZOH 2002 Salt Lake City | Německo (GER) · Patric Leitner · Alexander Resch                                                                          | Spojené státy americké (USA) · Mark Grimmette · Brian Martin        | Spojené státy americké (USA) · Chris Thorpe · Clay Ives                        |
| ZOH 2006 Turín          | Rakousko (AUT) · Andreas Linger · Wolfgang Linger                                                                         | Německo (GER) · Andre Florschütz · Torsten Wustlich                 | Itálie (ITA) · Gerhard Plankensteiner · Oswald Haselrieder                     |
| ZOH 2010 Vancouver      | Rakousko (AUT) · Andreas Linger · Wolfgang Linger                                                                         | Lotyšsko (LAT) · Andris Šics · Juris Šics                           | Německo (GER) · Patric Leitner · Alexander Resch                               |
| ZOH 2014 Soči           | Německo (GER) · Tobias Arlt · Tobias Wendl                                                                                | Rakousko (AUT) · Andreas Linger · Wolfgang Linger                   | Lotyšsko (LAT) · Andris Šics · Juris Šics                                      |
| ZOH 2018 Pchjongčchang  | Německo (GER) · Tobias Arlt · Tobias Wendl                                                                                | Rakousko (AUT) · Peter Penz · Georg Fischler                        | Německo (GER) · Toni Eggert · Sascha Benecken                                  |
| ZOH 2022 Peking         | Německo (GER) · Tobias Wendl · Tobias Arlt                                                                                | Německo (GER) · Toni Eggert · Sascha Benecken                       | Rakousko (AUT) · Thomas Steu · Lorenz Koller                                   |

## Ženy

### Jednotlivkyně
- Do programu ZOH zařazena tato disciplína od roku 1964.
- Steffi Walter-Martinová a Sylke Ottová po dvou zlatých medailích. Nejvíce medailí ovšem má Silke Kraushaarová, která získala kompletní sadu medailí.

| Rok                     | Zlato                                                             | Stříbro                                                        | Bronz                                                          |
| ----------------------- | ----------------------------------------------------------------- | -------------------------------------------------------------- | -------------------------------------------------------------- |
| ZOH 1964 Innsbruck      | Ortrun Enderleinová · Tým sjednoceného Německa (EUA)              | Ilse Geislerová · Tým sjednoceného Německa (EUA)               | Helene Thurnerová · Rakousko (AUT)                             |
| ZOH 1968 Grenoble       | Erika Lechnerová · Itálie (ITA)                                   | Christa Schmucková · Západní Německo (FRG)                     | Angelika Dünhauptová · Západní Německo (FRG)                   |
| ZOH 1972 Sapporo        | Anna-Maria Müllerová · Německá demokratická republika (GDR)       | Ute Rühroldová · Německá demokratická republika (GDR)          | Margit Schumannová · Německá demokratická republika (GDR)      |
| ZOH 1976 Innsbruck      | Margit Schumannová · Německá demokratická republika (GDR)         | Ute Rühroldová · Německá demokratická republika (GDR)          | Elisabeth Demleitnerová · Západní Německo (FRG)                |
| ZOH 1980 Lake Placid    | Věra Zozuljová · Sovětský svaz (URS)                              | Melitta Sollmannová · Německá demokratická republika (GDR)     | Ingrida Amantovová · Sovětský svaz (URS)                       |
| ZOH 1984 Sarajevo       | Steffi Walterová-Martinová · Německá demokratická republika (GDR) | Bettina Schmidtová · Německá demokratická republika (GDR)      | Ute Oberhoffner-Weißová · Německá demokratická republika (GDR) |
| ZOH 1988 Calgary        | Steffi Walterová-Martinová · Německá demokratická republika (GDR) | Ute Oberhoffner-Weißová · Německá demokratická republika (GDR) | Cerstin Schmidtová · Německá demokratická republika (GDR)      |
| ZOH 1992 Albertville    | Doris Neunerová · Rakousko (AUT)                                  | Angelika Neunerová · Rakousko (AUT)                            | Susi Erdmannová · Německo (GER)                                |
| ZOH 1994 Lillehammer    | Gerda Weissensteinerová · Itálie (ITA)                            | Susi Erdmannová · Německo (GER)                                | Andrea Tagwerkerová · Rakousko (AUT)                           |
| ZOH 1998 Nagano         | Silke Kraushaarová · Německo (GER)                                | Barbara Niedernhuberová · Německo (GER)                        | Angelika Neunerová · Rakousko (AUT)                            |
| ZOH 2002 Salt Lake City | Sylke Ottová · Německo (GER)                                      | Barbara Niedernhuberová · Německo (GER)                        | Silke Kraushaarová · Německo (GER)                             |
| ZOH 2006 Turín          | Sylke Ottová · Německo (GER)                                      | Silke Kraushaarová · Německo (GER)                             | Tatjana Hüfnerová · Německo (GER)                              |
| ZOH 2010 Vancouver      | Tatjana Hüfnerová · Německo (GER)                                 | Nina Reithmayerová · Rakousko (AUT)                            | Natalie Geisenbergerová · Německo (GER)                        |
| ZOH 2014 Soči           | Natalie Geisenbergerová · Německo (GER)                           | Tatjana Hüfnerová · Německo (GER)                              | Erin Hamlinová · Spojené státy americké (USA)                  |
| ZOH 2018 Pchjongčchang  | Natalie Geisenbergerová · Německo (GER)                           | Dajana Eitbergerová · Německo (GER)                            | Alex Goughová · Kanada (CAN)                                   |
| ZOH 2022 Peking         | Natalie Geisenbergerová · Německo (GER)                           | Anna Berreiterová · Německo (GER)                              | Tatiana Ivanova · Sportovci ROV (ROC)                          |

## Smíšené soutěže

### Smíšená družstva
- Do programu ZOH zařazena tato disciplína od roku 2014.

| Rok                    | Zlato                                                                                  | Stříbro                                                                                   | Bronz                                                                               |
| ---------------------- | -------------------------------------------------------------------------------------- | ----------------------------------------------------------------------------------------- | ----------------------------------------------------------------------------------- |
| ZOH 2014 Soči          | Německo (GER) · Natalie Geisenbergerová · Felix Loch · Tobias Wendl · Tobias Arlt      | Rusko (RUS) · Taťjana Ivanovová · Albert Děmčenko · Alexandr Denisjev · Vladislav Antonov | Lotyšsko (LAT) · Elīza Tīrumaová · Mārtiņš Rubenis · Andris Šics · Juris Šics       |
| ZOH 2018 Pchjongčchang | Německo (GER) · Natalie Geisenbergerová · Johannes Ludwig · Tobias Wendl · Tobias Arlt | Kanada (CAN) · Alex Goughová · Samuel Edney · Tristan Walker · Justin Snith               | Rakousko (AUT) · Madeleine Egleová · David Gleirscher · Peter Penz · Georg Fischler |
| ZOH 2022 Peking        | Německo (GER) · Natalie Geisenbergerová · Johannes Ludwig · Tobias Wendl · Tobias Arlt | Rakousko (AUT) · Madeleine Egle · Wolfgang Kindl · Thomas Steu · Lorenz Koller            | Lotyšsko (LAT) · Elīza Tīruma · Kristers Aparjods · Mārtiņš Bots · Roberts Plūme    |